# Wyspy Talaud

Wyspy Talaud, Talaut, Talaur (indonez. Kepulauan Talaud) – archipelag na Oceanie Spokojnym na północ od Moluków.
Powierzchnia 1281 km². Składa się z kilkunastu wysp, największe to: Karakelong (845,6 km²), Salebabu (155 km²), Kaburuang (93 km²) oraz wyspy Nanusa. Powierzchnia górzysta, najwyższe wzniesienie 680 m n.p.m., porośnięte lasem równikowym.
Gospodarka: uprawa palmy kokosowej, sagowca, muszkatołowca; rybołówstwo, eksploatacja lasów (rattan, heban, drzewo żelazne).
Około 60 tys. mieszkańców, główne miasto Beo. Administracyjnie wchodzi w skład prowincji Celebes Północny, stanowi dystrykt Kepulauan Talaud.